# Beverly Willis

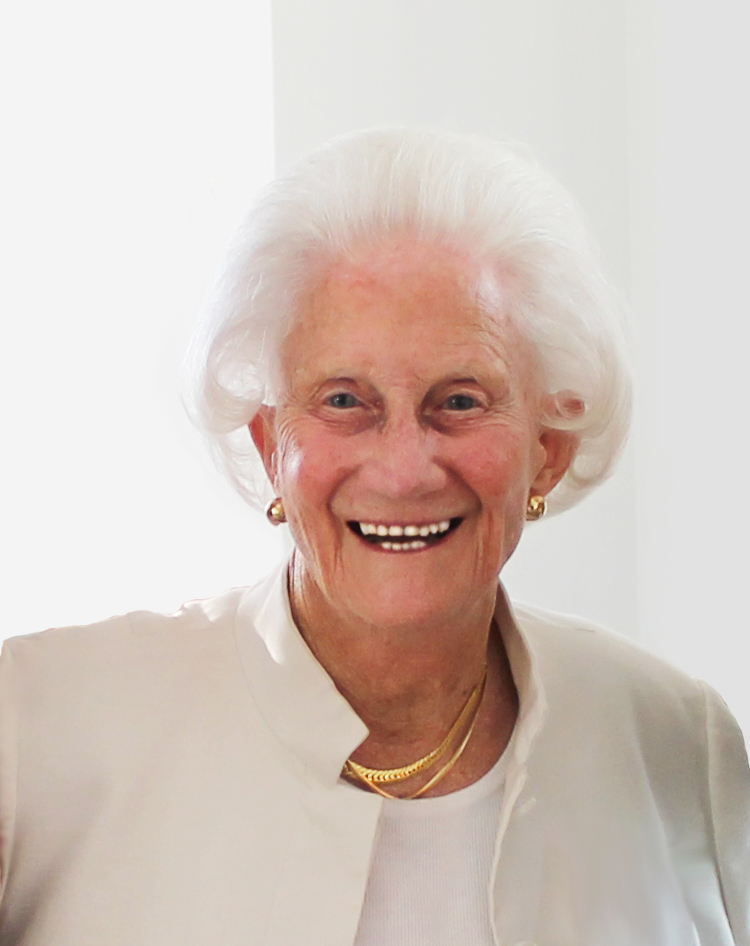
Beverly Willis, 2015

Beverly Willis (* 17. Februar 1928 in Tulsa, Oklahoma; † 1. Oktober 2023 in Branford, Connecticut) war eine amerikanische Architektin. Sie entwarf das San Francisco Ballet Building, das erste Gebäude in den USA, das speziell für eine Ballettkompanie und Ballettschule entworfen wurde.

## Leben und Werk

Eingang des San Francisco Ballet Building

Willis war die Tochter des Unternehmers Ralph William Willis und der Krankenschwester Margaret Porter Willis. Nach der Scheidung ihrer Eltern lebte sie im Alter von 6 Jahren mit ihrem jüngeren Bruder zuerst in einem Waisenhaus, dann in der St. Joseph Akademie. Da ihre Mutter während des Zweiten Weltkriegs wieder eine Arbeitsstelle fand, lebten sie und ihr Bruder dann wieder bei ihrer Mutter. Willis besuchte Abendkurse in Holzbearbeitung, Nieten und Elektrik und meldete sich als Kriegsfreiwillige bei der Civil Air Patrol, wo sie den Rang eines Leutnants erreichte. Anschließend studierte sie 2 Jahre lang Luftfahrttechnik an der Oregon State University und arbeitete in einer Druckerei in Portland. Sie studierte dann am Art Institute in San Francisco, wo sie ihre erste Einzelausstellung mit Aquarellen hatte.

## Studium und Atelier in Honolulu
Sie begann danach ihr Kunststudium an der University of Hawaii in Honolulu und erhielt 1954 den Bachelor of Arts mit Auszeichnung.  Sie erhielt keine formelle Architekturausbildung, aber ihre Lehrer Gustav Ecke und Jean Charlot prägten sie nachhaltig bezüglich ihrer Designphilosophie.
Willis eröffnete 1954 das Willis Atelier in Honolulu, spezialisiert auf Wandmalereien, Freskenmalerei und Multimedia-Installationen. Charlot empfahl sie für Aufträge, wie das United Chinese Society Fresco, und stellte sie Louise Dillingham und Henry John Kaiser vor. Willis entwarf für Kaiser für das 1955 eröffnete Hilton Hawaiian Village die Shell Bar, die zur Kulisse in der Fernsehserie Hawaii Five-0 wurde. Sie arbeitete mit dem Admiral Felix Stump an der Gestaltung seiner wohnähnlichen Büros, ein Auftrag, der wiederum zu einem Auftrag führte, die Offiziersclubs auf der Insel wieder aufzubauen.

## Architektin in San Francisco
Willis zog 1958 nach San Francisco, wo sie im Designbereich tätig wurde. Sie erhielt 1960 ihren ersten Auftrag zur Gestaltung der Robertson Residence, für die sie eine Vielzahl von architektonischen Merkmalen an die Bedürfnisse für Rollstuhlfahrer anpasste, wie die Beibehaltung einer durchgehenden Ebene, die Verbreiterung von Türen und das Absenken von Türklinken, Arbeitsplatten und Lichtschaltern. Von 1963 bis 1965 baute sie drei Gebäude aus der viktorianischen Zeit in San Francisco in einen einheitlichen Einkaufskomplex mit neun Geschäften und zwei Restaurants um, bekannt als die Union Street Shops. Um die Gebäude zu erhalten und die Quadratmeterzahl zu erhöhen, fügte sie ein Stockwerk unter der Erdoberfläche hinzu und bemühte sich, alte Gebäude in Stadtzentren zu restaurieren. Da sie nur mit und nicht für andere Architekten gearbeitet hatte, gestattete ihr die kalifornische Abteilung des American Institute of Architects (AIA) nicht, die Berufslizenzprüfungen abzulegen. Mit der Hilfe von US-Senator Daniel Inouye und Kaliforniens Gouverneur Pat Brown erhielt sie jedoch 1966 ihre Lizenz und wurde eingetragene Architektin im Bundesstaat Kalifornien. Sie gründete das Architekturbüro, Willis and Associates Inc., in San Francisco.
Willis und ihre Firma entwickelten einen systematischen Ansatz zur groß angelegten Flächenplanung für Mehrfamilienhäuser, insbesondere für den aufstrebenden Markt für Eigentumswohnungen. Sie war in den frühen 1970er Jahren eine der ersten Anwenderinnen computergestützter Planung. Vor der Gründung von Microsoft bildete Willis ein interdisziplinäres Team zur Entwicklung eines Softwareprogramms CARLA (Computerized Approach to Residential Land Analysis). Die Software wurde von Willis mit Eric Tiescholz und Jochen Eigen entwickelt. Mit der Fertigstellung und Implementierung von CARLA wurde Willis Büro zu einem der ersten Architekturbüros, das Computer in die Praxis von Design und Landentwicklung einbezog. Es wurde national bekannt und im ganzen Land übernommen. Willis nutzte das Programm 1979 in der Aliamanu Valley Community for Military Families, einer Stadt mit 11.000 Einwohnern in Honolulu. Zu den preisgekrönten Projekten des Büros in San Francisco gehörten 1965 die Union Street Stores, 1978 das Margaret Hayward Park Building und 1983 das San Francisco Ballet Building im City Civic Center.
Ab den 1970er Jahren bekleidete Willis oft Positionen, die noch nie zuvor von einer Frau besetzt worden waren. Als Präsidentin des kalifornischen Rates der AIA führte sie eine Ausschussstruktur ein, die größere Veränderungen beschleunigte. Von 1976 bis 1979 war sie als erste Frau Vorsitzende des Bundesbaurates der Nationalen Akademie der Wissenschaften. Sie arbeitete mit den Baudirektoren aller Bundesbehörden zusammen, um sich überschneidende Projekte zu rationalisieren. Von 1976 bis 1980 war sie Mitbegründerin des National Building Museums in Washington, D.C. Sie wurde 1979 die erste weibliche Präsidentin des California Council des American Institute of Architects (AIA).
Willis verlegte 1991 ihr Büro und ihren Wohnsitz nach New York City. 1995 gründete sie das Architecture Research Institute (ARI), eine interdisziplinäre Denkfabrik für architektonische und städtebauliche Fragestellungen. Die „Rebuild Downtown Our Town (R.Dot)“, wurde unmittelbar nach den Anschlägen vom 11. September gegründet und widmete sich dem Wiederaufbau von Lower Manhattan. 2002 gründete Willis die Beverly Willis Architecture Foundation und war Präsidentin der Stiftung. Willis war Gründungstreuhänderin des National Building Museums in Washington, D.C., wo die Beverly Willis Library 2008 eröffnet wurde, um Willis’ Verdienste um das Museum zu ehren.
Beverly Willis starb im Oktober 2023 im Alter von 95 Jahren.

## Gebäude (Auswahl)

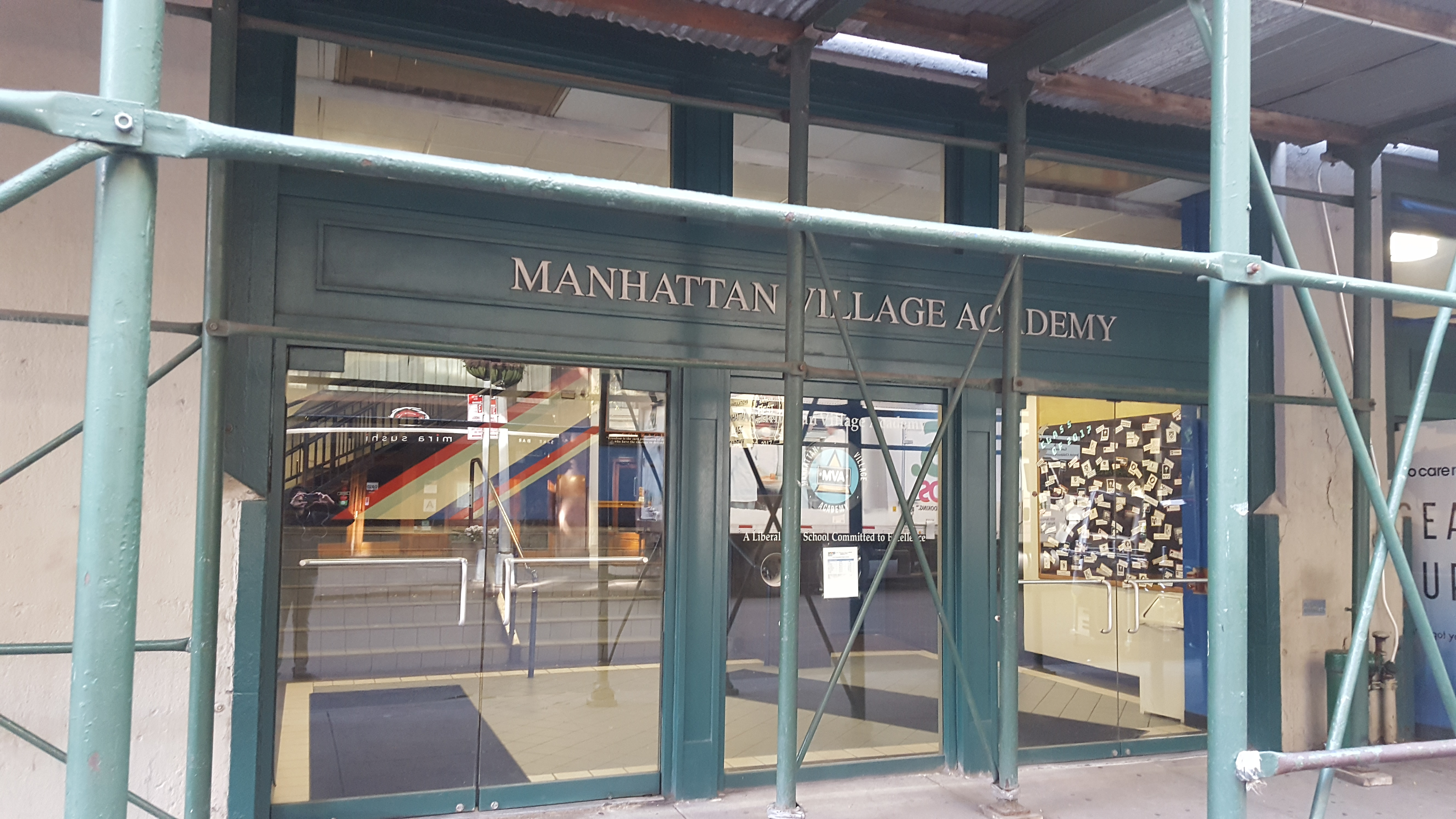
Manhattan Village Academy

- 1960: Robertson Residenz, Yountville, Kalifornien
- 1965: Margaret S. Hayward Spielplatzgebäude, San Francisco, Kalifornien
- 1965: Union Street Stores, 1980 Union Street, San Francisco, Kalifornien
- 1973: Vine Terrace Apartments, (jetzt bekannt als Nob Hill Court Condominiums), 930 Pine Street, San Francisco, Kalifornien
- 1975: Eigentumswohnungen in Pacific Point, Alpha Land Company, Pacifica, Kalifornien
- 1979: Aliamanu Valley Community, Honolulu, Hawaii
- 1980: Yerba Buena Gardens, gemischt genutzte Anlage mit Kunstzentrum, Theater, Büros, Einzelhandel, Hotel, Gärten
- 1982: San Francisco Ballet Building, San Francisco Performing Arts Center, Civic Center, San Francisco, Kalifornien
- 1983: River Run Residence, Napa Valley, Kalifornien
- 1996: Manhattan Village Academy, 43 West 22nd Street, New York City

## Auszeichnungen und Ehrungen (Auswahl)
- 1967: AIA Bay Area Award
- 1967: Governor of California Award
- 1969: Phoebe Hearst Gold Medal Award
- 1976: AIA Award of Merit, National Association of Home Builders
- 1976:  Homes for Better Living Awards Program
- 1980: Fellow, American Institute of Architects
- 1982: Ehrendoktorwürde, Mount Holyoke College[8]
- 1983: Gold Nugget Grand Award
- 1984: California Council of the American Institute of Architects Merit Award
- 1985: National Association of Home Builders, Merit Award
- 1992: Montgomery Fellowship, Dartmouth College[8]
- 2003: American Planning Association’s Metro Chapter’s Lawrence Orton Award for Excellence in City and Regional Planning
- 2011: Lifetime Achievement Award, Professional Women in Construction, New York City
- 2015: AIA New York Special Citation to Beverly Willis Architecture Foundation
- 2015: New York Construction Award to the Beverly Willis Architecture
- 2017: AIA California Council, Lifetime Achievement Award

## Filme über Willis
- Built for Ballet – An American Original. Produktion: Beverly Willis Architecture Foundation, 2013.
- The Architect Beverly Willis: San Francisco and New York Years, 1958–1995. written, directed, and edited by Mark Mitchell, Produktion: Beverly Willis Architecture Foundation, 2013.
- The Architect Beverly Willis. Beverly Willis Architecture Foundation, 2013.
- The Artist Beverly Willis: Honolulu and San Francisco Years, 1948–1968. Produktion: Beverly Willis Architecture Foundation, 2013.

## Veröffentlichungen
- Invisible Images: The Silent Language of Architecture. National Building Museum, 1995.
- Invisible Images: The Silent Language of Architecture, a Design Memoir. Washington, D.C.: National Building Museum, 1997, ISBN 978-0-9619752-8-9.
- mit Ronald S. Graybeal: Financial Analysis. In: Financing Real Estate Development, Englewood, N.J.: Aloray, 1974.
- mit Ronald S. Graybeal: Computerized Financial Analysis. In: Harry A. Golemon, ed. Financing Real Estate Development. New Jersey: Aloray, 1974, ISBN 978-0-913690-01-7.
- The Environmental System Decision-Making Process. In: Environmental Impact Analysis: Emerging Issues in Planning. Urbana: University of Illinois Press, 1978, ISBN 978-0-252-00696-8
- From Rags to Riches on Union Street. San Francisco Examiner, 2. Juni 1974.
- Development of a Methodology for Environmental Data Evaluation. Western Building Design 12. Dezember 1975, S. 9–10.
- How a California Firm ‘Grew Up’ with the Computer. AIA Journal, Januar 1976, S. 48, 64.
- The Environmental System Decision-Making Process. In: Environmental Impact Analysis: Emerging Issues in Planning. Chicago: University of Illinois Press, 1978.
- Towards a Sustainable City. In: City and Gender: International Discourse on Gender, Urbanism and Architecture. Leske + Budrich, Opladen, 2003.

## Filme
- A Girl Is a Fellow Here: 100 Women Architects in the Studio of Frank Lloyd Wright. Produktion: Beverly Willis Architecture Foundation, New York, 2009.